# Samozerwalność
Samozerwalność – długość paska włóknistego półproduktu, papieru lub tektury, przy której pasek zerwie się w miejscu zaczepienia pod wpływem własnej masy, wyrażona w kilometrach. Wynik nie zależy od szerokości paska.
Definicja odnosi się do produktów papierniczych.